# Vansbro kommun
Vansbro kommun är en kommun i Dalarnas län. Centralort är Vansbro.
Området som utgör kommunen är kuperat och till stor del bevuxen med skog. Genom kommunen flyter Västerdalälven. Det lokala näringslivet har sedan början av 1900-talet dominerats av jord- och skogsbruk samt träindustri. Fram till början av 2020-talet har näringslivet breddats med företag inom branscherna metall, plast, elektronik och livsmedel. 
Med undantag för ett fåtal år har befolkningstrenden varit negativ sedan kommunen bildades 1971. Kommunpolitiken har dominerats av Centerpartiet och Socialdemokraterna. Mandatperioden 2022–2026 styrs kommunen av Socialdemokraterna och Moderaterna.

## Administrativ historik
Kommunens område motsvarar socknarna Järna, Nås och Äppelbo. I dessa socknar bildades vid kommunreformen 1862 landskommuner med motsvarande namn. 
Vansbro municipalsamhälle inrättades 21 april 1911 och upplöses vid utgången av 1960.
Kommunreformen 1952 påverkade inte indelningarna i området.
Vansbro kommun bildades vid kommunreformen 1971 av Järna, Nås och Äppelbo landskommuner.
Kommunen ingick från bildandet till den 1 september 2001 i Ludvika domsaga och ingår sen dess i Mora domsaga.

## Geografi

### Topografi och hydrografi
Området som utgör kommunen är kuperat och till stor del bevuxen med skog. Genom kommunen flyter Västerdalälven. Granit med inslag av omvandlade vulkaniska bergarter utgör huvudsakligen dess berggrund. Ovanpå finns morän klädd med skog men också med stort inslag av myrmark. Vid Äppelbo finns rullstensåsen Äppelboåsen med  isälvsavlagringar, sådana finns även vid  deltabildningarna Haftahedarna samt utefter Vanån. Utmed Västerdalälven finns större sammanhängande sedimentområden, varpå  kommunens jordbruksmark hittas.

### Naturskydd
År 2022 fanns 21 naturreservat i Vansbro kommun.
Ametistsjön Ärten är ett reservat som bildades 1976. Länsstyrelsen i Dalarnas län beskriver området som en geologisk skatt eftersom "Ärtens ametistfyndigheter är en unik företeelse inom vårt land eftersom det inte finns så många fler fyndigheter av liknande slag". Vid Busjöns södra strand hittas ett annat reservat, Lämåsen. Reservatet bildades 1978 och utgörs av en del av Äppelboåsen. Gönans naturreservat bildades 2017 och sträcker sig in i Leksands kommun. Reservatet utgörs av vattendraget Gönan, sjön Gösjön och de intilliggande skogarna. I Gönan finns arter som flodpärlmussla, öring, elritsa och den mer ovanliga bergsimpan. Området ingår i EU:s nätverk av skyddad natur, Natura 2000.

### Administrativ indelning
Fram till 2016 var kommunen för befolkningsrapportering indelad i ett enda område, Järna med Nås och Äppelbo församling.

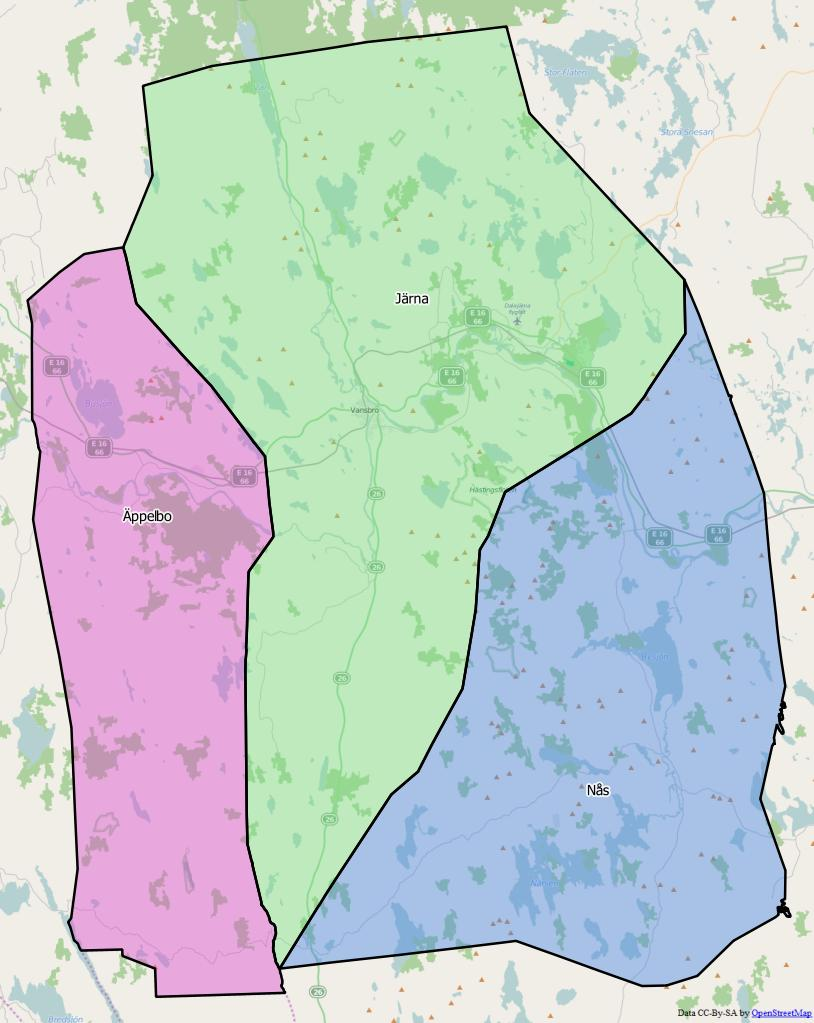
Distrikt (socknar) inom Vansbro kommun

Från 2016 indelas kommunen istället i tre distrikt, vilka motsvarar de tidigare socknarna: Järna, Nås och Äppelbo.

### Tätorter
Det finns sex tätorter i Vansbro kommun.
I tabellen presenteras tätorterna i storleksordning per den 31 dec 2015. Centralorten är i fet stil.
| Nr | Tätort                | Befolkning |
| -- | --------------------- | ---------- |
| 1  | Vansbro               | 2 042      |
| 2  | Järna                 | 1 725      |
| 3  | Äppelbo               | 490        |
| 4  | Heden och Skansbacken | 342        |
| 5  | Skålö                 | 340        |
| 6  | Nås                   | 205        |

## Styre och politik

### Styre
Mandatperioden 2010 till 2018 styrdes kommunen av Centerpartiet och Socialdemokraterna genom en valteknisk samverkan.
Mandatperioden 2018–2022 styrdes kommunen av Centerpartiet tillsammans med Kristdemokraterna, Moderaterna och Landsbygdspartiet Oberoende. Efter valet 2022 och efter långa förhandlingar bildades ett nytt styre med Socialdemokraterna och Moderaterna. Socialdemokraten Marcus Kock är sedan dess kommunalråd.

### Kommunfullmäktige

#### Presidium
| Presidium 2022-2026    | Presidium 2022-2026 | Presidium 2022-2026 |
| ---------------------- | ------------------- | ------------------- |
| Ordförande             | S                   | Nils-Erik Edlund    |
| Förste vice ordförande | M                   | Fredrik Hallqvist   |
| Andre vice ordförande  | C                   | Jonas Skoglund      |

#### Mandatfördelning 1970–2022
| 3 | 23 | 17 | 5 |  |  |

| 49 |

| 3 | 22 | 18 | 2 | 2 | 2 |

| 46 |

| 3 | 21 | 16 | 3 | 3 | 3 |

| 39 | 10 |

| 2 | 22 | 14 | 3 | 4 | 4 |

| 36 | 13 |

| 2 | 24 | 13 | 2 | 2 | 6 |

| 35 | 14 |

| 3 | 22 | 12 | 4 | 2 | 6 |

| 35 | 14 |

| 2 | 21 | 2 | 13 | 5 | 2 | 4 |

| 38 | 11 |

| 2 | 16 | 10 | 2 | 3 | 4 |

| 27 | 10 |

| 3 | 18 |  | 7 | 2 | 2 | 4 |

| 25 | 12 |

| 6 | 13 |  | 7 |  | 5 | 4 |

| 20 | 17 |

| 5 | 14 |  | 9 | 2 | 4 | 2 |

| 22 | 15 |

| 4 | 11 | 3 | 8 |  | 7 | 3 |

| 22 | 15 |

| 3 | 10 | 3 | 9 |  | 3 | 2 |

| 18 | 13 |

| 2 | 10 |  | 2 | 11 |  | 3 |  |

| 18 | 13 |

| 2 | 8 |  | 2 | 3 | 8 | 4 | 3 |

| 19 |  | 11 |

| 2 | 8 | 3 | 6 | 6 | 6 |

| 21 | 10 |

### Nämnder

#### Kommunstyrelse
Kommunstyrelsen i Vansbro kommun består av 11 ordinarie ledamöter. Över tid har nästan alla kommunens nämnder avskaffats och kommunstyrelsen har därför kommit att ta över ansvaret för nästan all frågor i den kommunala verksamheten. Det betyder till exempel att kommunstyrelsen fungerar som Arbetslöshetsnämnd, Krisledningsnämnd samt att den har personalansvar.
| Presidium 2022–2026    | Presidium 2022–2026 | Presidium 2022–2026 |
| ---------------------- | ------------------- | ------------------- |
| Ordförande             | S                   | Marcus Kock         |
| Förste vice ordförande | M                   | Pär Skagerling      |
| Andre vice ordförande  | KD                  | Torsten Larsson     |

#### Övriga nämnder
| Nämnd       | Ordförande | Ordförande            | Vice ordförande | Vice ordförande     |
| ----------- | ---------- | --------------------- | --------------- | ------------------- |
| Jävsnämnden | S          | Lars Johansson        | C               | Uwe Weigel          |
| Valnämnden  | M          | Karl-Henrik Björklund | C               | Anna Franzén Weigel |

Källa:

## Ekonomi och infrastruktur

### Näringsliv
Det lokala näringslivet har sedan början av 1900-talet dominerats av jord- och skogsbruk samt träindustri. Fram till början av 2020-talet har näringslivet breddats med företag inom branscherna metall, plast, elektronik och livsmedel. I början av 2020-talet fanns cirka fem procent av kommunens arbetstillfällen inom jord- och skogsbruk, 23 procent inom tillverkningsindustrin och 18 procent inom vård och omsorg. Fåmansföretag dominerade bland kommunens företag, men bland större företag hittades Orkla Foods Sverige AB och Monark Exercise. Det fanns även en stor mängd hantverkare inom trä, lera och sten.
Skönhetsjätten LYKO har sedan man började med e-handel sitt centrallager i Vansbro och är idag en stor arbetsgivare precis som Orkla. 

### Infrastruktur

#### Transporter
Genom kommunen går riksvägarna 26 och 71. Kommunen genomkorsas även av järnvägen (Borlänge–) Repbäcken–Malung och Inlandsbanan.

## Befolkning

### Demografi

#### Befolkningsutveckling
Kommunen har 6 747 invånare (31 mars 2025), vilket placerar den på 255:e plats avseende folkmängd bland Sveriges kommuner.
| Befolkningsutvecklingen i Vansbro kommun 1970–2020                                                              | Befolkningsutvecklingen i Vansbro kommun 1970–2020 | Befolkningsutvecklingen i Vansbro kommun 1970–2020 | Befolkningsutvecklingen i Vansbro kommun 1970–2020 | Befolkningsutvecklingen i Vansbro kommun 1970–2020 |
| --- | -------------------------------------------------- | -------------------------------------------------- | -------------------------------------------------- | -------------------------------------------------- |
| |                                                    |                                                    |                                                    |                                                    |
| År |                                                    |                                                    | Folkmängd                                          |                                                    |
| 1970 | 1970                                               |                                                    | 8 968                                              |                                                    |
| 1975 | 1975                                               |                                                    | 8 693                                              |                                                    |
| 1980 | 1980                                               |                                                    | 8 523                                              |                                                    |
| 1985 | 1985                                               |                                                    | 8 150                                              |                                                    |
| 1990 | 1990                                               |                                                    | 7 901                                              |                                                    |
| 1995 | 1995                                               |                                                    | 7 595                                              |                                                    |
| 2000 | 2000                                               |                                                    | 7 291                                              |                                                    |
| 2005 | 2005                                               |                                                    | 7 061                                              |                                                    |
| 2010 | 2010                                               |                                                    | 6 805                                              |                                                    |
| 2015 | 2015                                               |                                                    | 6 715                                              |                                                    |
| 2020 | 2020                                               |                                                    | 6 801                                              |                                                    |
| Anm: Uppgifterna avser förhållandena den 31 december enligt den kommunala indelningen den 1 januari året efter. |                                                    |                                                    |                                                    |                                                    |

#### Invånare efter de vanligaste födelseländerna
Följande länder är de 10 vanligaste födelseländerna för befolkningen i Vansbro kommun.
| Födelseland 31 december 2021 | Födelseland 31 december 2021 | Födelseland 31 december 2021 | Födelseland 31 december 2021 | Födelseland 31 december 2021 |
| ---------------------------- | ---------------------------- | ---------------------------- | ---------------------------- | ---------------------------- |
| Nr                           | Land                         | Antal                        | Andel                        | Andel i hela riket           |
| 1                            | Sverige                      | 6 139                        | 90,60 %                      | 80,00 %                      |
| 2                            | Syrien                       | 113                          | 1,67 %                       | 1,88 %                       |
| 3                            | Turkiet                      | 54                           | 0,80 %                       | 0,52 %                       |
| 4                            | Finland                      | 52                           | 0,77 %                       | 1,31 %                       |
| 5                            | Afghanistan                  | 49                           | 0,72 %                       | 0,60 %                       |
| 6                            | Nederländerna                | 44                           | 0,65 %                       | 0,13 %                       |
| 7                            | Eritrea                      | 37                           | 0,55 %                       | 0,46 %                       |
| 8                            | Polen                        | 33                           | 0,49 %                       | 0,91 %                       |
| 9                            | Tyskland                     | 29                           | 0,43 %                       | 0,51 %                       |
| 10                           | Norge                        | 26                           | 0,38 %                       | 0,39 %                       |

### Språk
Vid sidan av rikssvenska talas flera dialekter i kommunen. De huvudsakliga dialekterna är äppelbomål, nåsmål och järnamål, vilka hör till de nedre västerdalsmålen. Dessutom talas en rad olika invandrarspråk.
Under 1600-talet började de stora skogarna på Nås, Äppelbo och Järna finnmarker befolkas av skogsfinnar, vilka talade finska dialekter. Numera är finskan helt utdöd på finnmarken. Dessa finnmarkers historia och arkeologiska lämningar efter skogsfinnarna har dokumenterats genom projektet Finnmarkens Miljö & Kulturarv.
Historiskt har det även funnits resandefolk och samer i kommunen. Bland annat har byn Lappheden i Äppelbo fått sin namn efter samer som uppehöll sig där. Carl von Linné beskrev en samisk bosättning utanför Äppelbo som han besökte under sin Dalaresa 1734. Byn Strömsheden i Järna var en resandebosättning, där bland annat flera glasförare vid Johannisholms glasbruk i Venjan bodde.

## Kultur

### Kulturarv
Från stenåldern har ett 30-tal fornlämningar hittats, däribland åtta stenyxor. Under järnåldern kom järnproduktionen igång och rester från järnframställning har hittats på ett 100-tal platser, främst kring Dalälven. Även andra fynd från järnåldern har hittats, exempelvis gravar, rösen och stensättningar. 
I huvudsak fem sorters bebyggelseformer: den fasta agrara bebyggelsen, fäbodställena, finnmarksbebyggelsen, bruksanläggningar och industrisamhällen. Gemensamt för dessa är att de alla på olika sätt nyttjar naturen. En vanlig byggnad är sidokammarstugan, speciellt i fäbodarna. Industrisamhällena härstammar dels från 1800-talets järnbruk och dels från sågverk som etablerades i slutet av 1800-talet.

### Kommunvapen
Alla de tre tidigare enheter som 1971 bildade kommunen hade, som så ofta i Dalarna, egna heraldiska vapen. Man valde till en början att använda alla tre mot bakgrund av ett blått band. 1986 registrerades det nuvarande vapnet hos PRV. Det innehåller element från de tre tidigare vapnen.

### Sport
Sedan 1950 anordnas årligen Vansbrosimningen, ett 3000 meter långt lopp i öppet vatten. Startåret hade tävlingen 10 deltagare och nästan 70 år senare 14 000 deltagare.